# Edward Lewis Sturtevant
Edward Lewis Sturtevant (Boston, 23 de janeiro de 1842 — 30 de julho de 1898) foi um agrônomo, médico e botânico norte-americano.